# Дановське
Дановське (пол. Danowskie) — село в Польщі, у гміні Новинка Августівського повіту Підляського воєводства.
Населення — 88 осіб (2011).
У 1975-1998 роках село належало до Сувальського воєводства.

## Демографія
Демографічна структура станом на 31 березня 2011 року:
|          | Загалом | Допрацездатний вік | Працездатний вік | Постпрацездатний вік |
| -------- | ------- | ------------------ | ---------------- | -------------------- |
| Чоловіки | 46      | 11                 | 31               | 4                    |
| Жінки    | 42      | 8                  | 25               | 9                    |
| Разом    | 88      | 19                 | 56               | 13                   |